# Conférence de Spa (1920)
Pour les articles homonymes, voir Conférence de Spa.

La conférence de Spa fit suite au traité de Versailles de 1919 « pour discuter l’application pratique du chapitre des réparations » à l’issue de la Première Guerre mondiale. Elle se tint au château de la Fraineuse à Spa en Belgique du 5 au 16 juillet 1920. Les conférences de Sanremo, d'Hythe,  de Boulogne-sur-Mer et de Bruxelles ont préparé celle de Spa.

## Modalités
Cette conférence a fixé les pourcentages des réparations attribués aux différents pays bénéficiaires et a réalisé un protocole important relatif au charbon. En effet, on décida que 52 % des indemnités de guerre seraient versés à la France, ce qui est en réalité un seul aspect du problème : la somme totale due aux pays vainqueurs est encore inconnue, il faudra attendre la conférence de Londres d'avril 1921 pour qu'un accord soit trouvé (132 milliards de marks-or). Pour le reste, 22 % des indemnités reviennent au Royaume-Uni, 10 % à l'Italie et 8 % à la Belgique. Elle a aussi confirmé la ligne Curzon établie par le Conseil suprême de l'Entente le 4 décembre 1919. Mais l’avancée majeure résida dans le fait que pour la première fois depuis la capitulation, des ministres et experts alliés comme allemands s’y réunirent, utilisant la méthode de la conférence publique et même celle de conversations privées.
Le lieu choisi fut symbolique sur le plan diplomatique puisque la ville de Spa fut le grand Quartier général du Kaiser Guillaume II à partir de mars 1918 et le Château de la Fraineuse, dernière demeure du Kaiser avant la capitulation et son départ vers les Pays-Bas, le 10 novembre de la même année. 
Plus localement, pour Spa, ville thermale, la Conférence de Spa a aussi constitué l’occasion d’une relance de ses activités.

## Commission d'armistice
Pour suivre et imposer le retrait des troupes et la livraison des armes et autres modalités de la signature de l'armistice de 1918, il se tint à Spa une commission d'armistice. Les Alliés étaient représentés par les généraux Hector Delobbe (de) (Belgique), Haking (États-Unis) et Alphonse Nudant

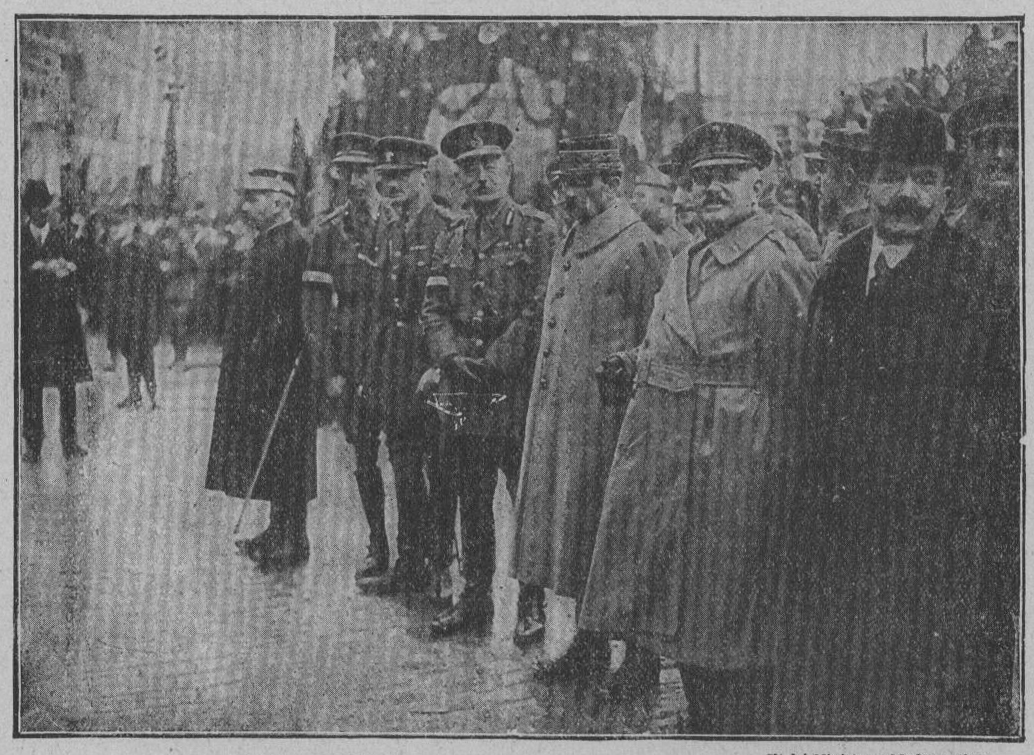
Commission d'armistice de Spa: Nudant, Haking, Delobbe.
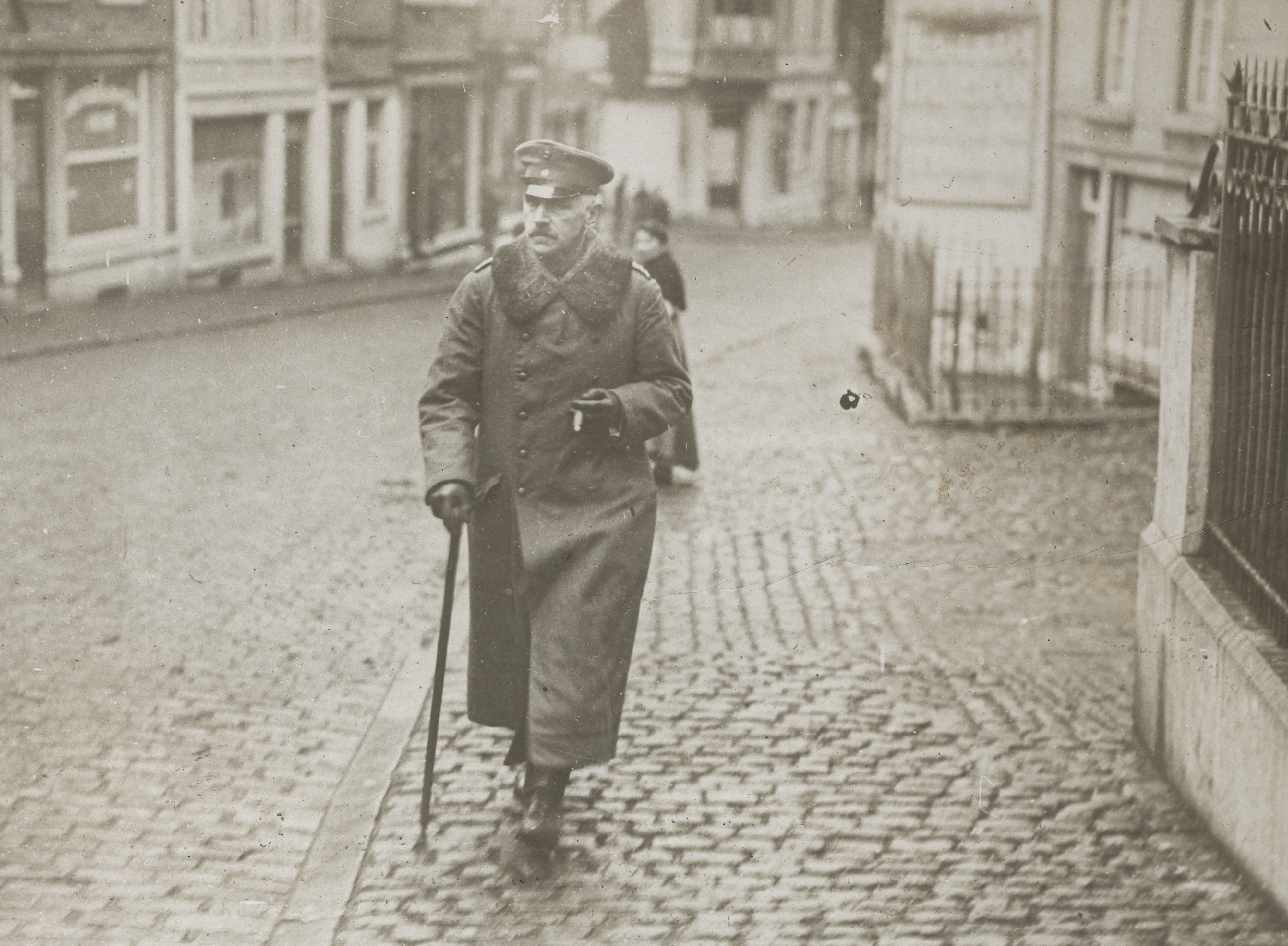
Detlof von Winterfeldt, pour l'Allemagne.
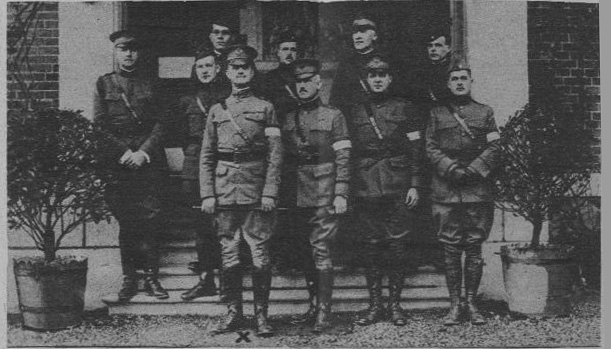
La mission américaine, le général Rodhes.
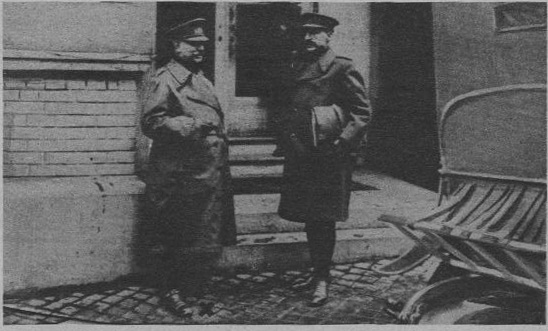
La mission belge, Hector Delobbe.